# فلافيوس دالماتيوس
فلافيوس دالماتيوس هو سياسي ورقيب روماني من القرن الرابع الميلادي، هو الأخ غير الشقيق للإمبراطور قسطنطين العظيم وابن الإمبراطور قسطنطيوس كلوروس من زوجته الثانية فلافيا ماكسميانا تيودورا. قضى طفولته في مدينة تولوسا في بلاد الغال. ذهب إلى القسطنطينية بعد سنة 320، اختاره قسطنطين لشغل منصب رقيب الامبراطورية المشرف على إحصاءات السكان. في سنة 333 أصبح قنصل الإمبراطورية. استقر بعد ذلك في أنطاكية وأصبح المسؤول على الحدود الشرقية للامبراطورية. قام بسحق كالوكايروس الذي أعلن نفسه كإمبراطور في قبرص. وقف مع أثناسيوس الأول ضد آريوس حيث أرسل جنوده لحمايته في مجمع صور. كان له ابنين قتلا معه بعد وفاة قسطنطين في مايو. ويعتقد أنه قتل بأوامر من قنسطانطيوس الثاني الذي تولى حكم الإمبراطورية في الشرق.